# Ministère de l'Éducation nationale, de l'Enfance et de la Jeunesse
Pour les autres articles nationaux ou selon les autres juridictions, voir ministère de l'Éducation.
Le ministère de l'Éducation nationale, de l'Enfance et de la Jeunesse (en allemand : Ministerium für Bildung, Kinder und Jugend et en luxembourgeois : Ministère fir Educatioun, Kanner a Jugend) est le département ministériel luxembourgeois chargé de préparer et mettre en œuvre la politique du gouvernement dans les domaines de l'éducation.
Il est dirigé, depuis le 4 décembre 2013, par le libéral Claude Meisch.
Le siège central du ministère se situe au 33 rives de Clausen, à Luxembourg.

## Titulaires depuis 1969
| Nom | Nom | Nom                     | Dates du mandat | Dates du mandat | Parti | Gouvernement(s)                      |
| --- | --- | ----------------------- | --------------- | --------------- | ----- | ------------------------------------ |
| |     | Jean Dupong (lb)        | 01/02/1969      | 15/06/1974      | CSV   | Werner-Schaus II                     |
| |     | Robert Krieps           | 15/06/1974      | 16/07/1979      | LSAP  | Thorn-Vouel-Berg                     |
| |     | Fernand Boden           | 16/07/1979      | 14/07/1989      | CSV   | Werner-Thorn-Flesch Santer-Poos I    |
| |     | Marc Fischbach          | 14/07/1989      | 26/01/1995      | CSV   | Santer-Poos II et III Juncker-Poos I |
| |     | Erna Hennicot-Schoepges | 26/01/1995      | 07/08/1999      | CSV   | Juncker-Poos II                      |
| |     | Anne Brasseur           | 07/08/1999      | 31/07/2004      | DP    | Juncker-Polfer                       |
| |     | Mady Delvaux-Stehres    | 31/07/2004      | 04/12/2013      | LSAP  | Juncker-Asselborn I et II            |
| |     | Claude Meisch           | 04/12/2013      | En fonction     | DP    | Bettel I et II Frieden               |
| Dans l'intervalle entre deux mandats, le ministre sortant assure la gestion des affaires courantes. Titres successifs : - Depuis 2013 : Éducation nationale, Enfance et Jeunesse |     |                         |                 |                 |       |                                      |